# 拉爾漢科山
16°59′13″S 70°05′42″W / 16.98694°S 70.09500°W
拉爾漢科山（Larqanku），是秘魯的山峰，位於該國南部普諾大區和塔克納大區的，由聖羅薩區和坎達拉韋區負責管轄，屬於安地斯山脈的一部分，海拔高度5,585米。